# شهرستان تایباد
شهرستان تایباد یکی از شهرستان‌های استان خراسان رضوی در شرق ایران است. مرکز این شهرستان، شهر تایباد است. کاریز و مشهد ریزه شهرهای دیگر آن هستند. در سال ۱۳۹۵، این شهرستان تعداد ۱۱۷٬۵۶۴ نفر جمعیت داشته است. شهرستان تایباد به دلیل هم‌مرز بودن با کشور افغانستان در مرز دوغارون از اهمیت بسیاری برای مبادلات کالا برخوردار است. شهرستان خواف در سال ۱۳۵۴ از شهرستان تربت جام جدا و مستقل شده است. جنوب این شهرستان واقع در رشته‌کوه کوهسرخ قرار گرفته است.

## تقسیمات کشوری
در سرشماری سالهای ۱۳۳۵ و ۱۳۴۵ تایباد جزو شهرستان تربت جام بوده است و براساس مصوبه شماره ۶۷۳۶۸ مورخ ۲۹ دی ماه ۱۳۵۴ هیئت وزیران از تربت جام جدا گردید.
- بخش مرکزی شهرستان تایباد
  - دهستان پایین ولایت
  - دهستان کرات

شهرها:
- تایباد
  - کاریز
    - مشهد ریزه

مشهدریزه یا به اختصار ریزه، شهری در بخش میان ولایت شهرستان تایباد استان خراسان مرکزی ایران است.
این شهر در سال ۱۳۸۴ با ارتقاء روستای مشهد ریزه، مرکز بخش میان‌ولایت از توابع شهرستان تایباد تشکیل شد.

## مردم‌شناسی
مردم این شهرستان از نژاد پارسی هستند و به زبان پارسی با گویش تایبادی سخن می‌گویند. ایل تیموری، ایل جمشیدی، هزاره‌های سنی و ایل شیعه مذهب بهلولی نیز از ایل‌هایی هستند که در این شهر زندگی می‌کنند.

## منطقه آزاد دوغارون
منطقه آزاد تجاری-صنعتی دوغارون در بخش مرکزی شهرستان تایباد و در مرز ایران و افغانستان واقع شده است.

## اقلیم و آب و هوا
میانگین بارندگی در دورهٔ آماری بیست ساله (۵۴ تا ۷۴) شهرستان ۱۸۰٫۵ میلی‌متر می‌باشد. این شهرستان در تابستان تحت تأثیر بادهای ۱۲۰ روزهٔ سیستان قرار می‌گیرد که باعث افزایش گرد و غبار هوا و وارد شدن خسارت به مزارع صیفی‌کاری می‌گردد. میانگین دمایی شهرستان (۵۴ تا ۷۴) ۱۶٫۴ درجهٔ سانتی‌گراد می‌باشد. بیشتر بارندگی در ماه‌های بهمن، اسفند و فروردین صورت می‌گیرد. بیشترین دمای اندازه‌گیری شده ۴۷٫۵ درجهٔ سانتی‌گراد و کمترین آن ۲۴ سانتی‌گراد زیر صفر، اندازه‌گیری شده است.